# Praomys daltoni
Praomys daltoni — вид гризунів родини Мишові (Muridae). Він зустрічається в Беніні, Буркіна-Фасо, Камеруні, Центральноафриканській Республіці, Чаді, Кот-д’Івуарі, Гамбії, Гані, Гвінеї, Гвінеї-Бісау, Ліберії, Малі, Нігері, Нігерії, Сенегалі, Сьєрра-Леоне, Судані та Того. Його природні середовища проживання — сухі савани, скелясті райони та міські райони.